# 戈公島
戈公岛（Koh Kong）是柬埔寨的一个岛屿，在戈公市附近，属于戈公省。它的面积是108平方公里，人口约6000。

## 简介
是柬埔寨最大地岛屿，长22公里，宽6公里。有热带海滩、淡水河流、山峰等。
面积为126平方公里。

## 旅游
可以乘船到戈公岛，参观海滩、河流、潟湖、珊瑚礁等，旅游业比较发达。